# Yläjärvi (sjö i Kiuruvesi, Norra Savolax)
Yläjärvi är en sjö i kommunen Kiuruvesi i landskapet Norra Savolax i Finland. Sjön ligger 127,1 meter över havet. Den är 0,9 meter djup. Arean är 1,42 kvadratkilometer och strandlinjen är 10,34 kilometer lång. Sjön  ingår i Vuoksens huvudavrinningsområde.   Den ligger omkring 100 kilometer norr om Kuopio och omkring 410 kilometer norr om Helsingfors. 
I sjön finns öarna Mustasaari, Pajuluoto och Konosenluoto. Yläjärvi ligger norr om Välijärvi. 